# Fulstone
Fulstone är en by i civil parish Holme Valley, i distriktet Kirklees, i grevskapet West Yorkshire, i England. Byn är belägen 8 km från Huddersfield. Fulstone var en civil parish 1866–1938 när blev den en del av Holmefirth och Dunford. Civil parish hade 2 127 invånare år 1931. Fulstone var ett distrikt 1894–1895. Byn nämndes i Domedagsboken (Domesday Book) år 1086, och kallades då Fugelestun.